# 三好義賢

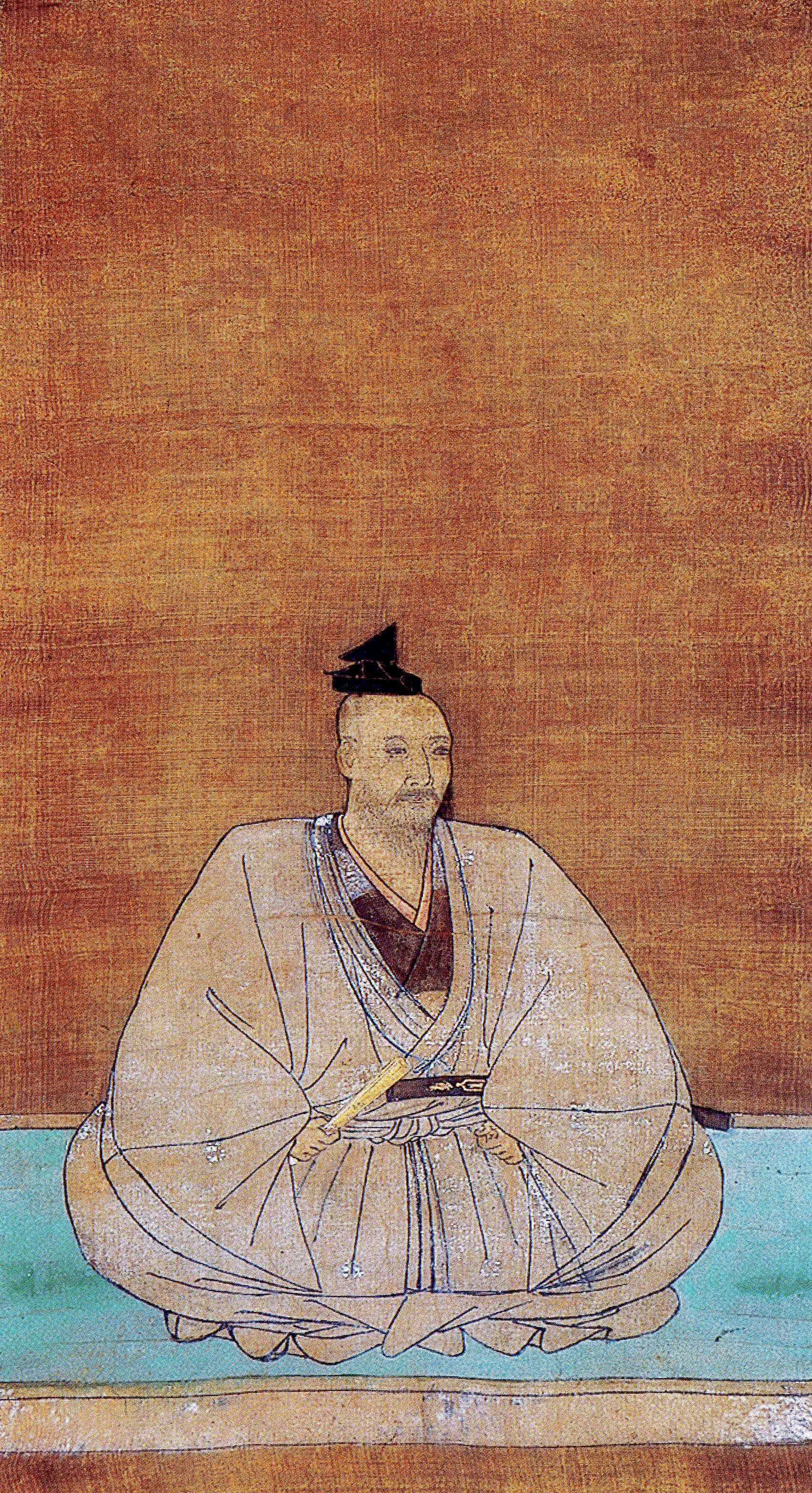
三好義賢

三好之虎（1527年—1562年4月8日），法名實休，是日本戰國時代的武將，三好長慶之弟。《三好記》、《平島殿先祖並細川家三好家覺書》等中其姓名誤作三好義賢。

## 生涯
大永7年（1527年）出生，是三好元長的次男。一說生於大永6年（1526年）。
天文13年（1544年），跟隨兄長三好長慶進入京都，長慶跟隨細川氏當主細川晴元，之虎則仕於細川分家阿波守護讚州細川當主細川持隆，從此開始了在四國的影響力。
天文16年（1547年），細川晴元與細川氏綱、畠山政國、遊佐長教等勢力在攝津爆發舍利寺之戰，之虎做為細川晴元方將領出戰獲得勝利。此後隨著三好的勢力逐漸擴大，相繼轉戰讚岐、和泉等地。而由於其弟十河一存後來成為和泉國岸和田城主，讚岐一國實際上也由其支配，因此囊括了三好勢力在四國的政治及軍事。
天文22年（1553年）6月，與其弟十河一存共同在見性寺內殺害了細川持隆，並擁立其子細川真之作為傀儡。此舉雖引起細川持隆舊臣久米義張、佐野丹波的反抗，但亦被之虎所平定，從此完全掌握了讚州細川家，稱為阿讚眾的阿波國、讚岐國人眾從此歸入三好政權的勢力。
永祿3年（1560年），與兄長慶一同戰勝畠山高政及安見宗房，之後被委派管理河內一國。但永祿5年（1562年）遭受得到紀伊根來眾援助的畠山高政反擊、於和泉的久米田之戰中戰死，享年36，其子三好長治繼承家業。

## 人物逸話
自三好長慶上洛以來，畿内由長慶統治，四國則歸之虎管轄，這可以說是與當主相等的權限，足以看出其能力以及兄長對其的信任。但雙方也曾爆發不和事件，最後由三好康長出面調解，之虎為化解兄長長慶的戒心而剃髮出家，法名實休。
在久米田之戰遭到根來眾鐵砲射殺，為戰國武將中首位死於鐵砲的名將。
是名高度的文化人，茶道上的造詣尤深，常與武野紹鷗、千利休、今井宗久、津田宗達、北向道陳等人進行茶會。
對於茶具的愛好不輸織田信長，擁有約50件茶具，曾為了一件自明朝輸入的茶器「三日月茶壺（唐物三日月）」而花費3000貫。
三好家在之虎死後採用的分國法“新加制式”乃是之虎的重臣篠原長房以之虎治國的基礎而制定。

## 來源文獻
1. ↑  《顯本寺文書》、《安宅冬康判物》